# Diu (città)
Diu è una città dell'India di 21.576 abitanti, capoluogo del distretto di Diu, nel territorio federato di Daman e Diu. In base al numero di abitanti la città rientra nella classe III (da 20.000 a 49.999 persone).

## Geografia fisica
Diu è situata nell'estremità orientale dell'isola omonima posta lungo le coste meridionali della penisola del Kathiawar.

## Storia
La città e il distretto erano storicamente parte della regione di Saurashtra del Gujarat e un importante porto sulle rotte commerciali del Mar Arabico dell'Oceano Indiano.
Al largo delle sue coste nel 1509 si combatté una cruciale battaglia tra i portoghesi ed una coalizione formata dal Sultanato mamelucco, lo Zamorin di Calicut e il sultano del Gujarat, Mahmud Begada. La vittoria degli uomini di Francisco de Almeida segnerà l'inizio del dominio europeo sui mari asiatici. Nel 1513 i portoghesi tentarono di stabilire un avamposto a Diu, ma i negoziati non ebbero successo. Ci furono tentativi falliti di Diogo Lopes de Sequeira nel 1521 e di Nuno da Cunha nel 1523. Nel 1531 la conquista tentata da D. Nuno da Cunha non ebbe successo.
Nel 1535 Bahadur Shah, sultano del Gujarat, concluse un'alleanza difensiva con i portoghesi contro l'imperatore Moghul Humayun, che mirava ad impossessarsi dell'isola, e permise ai portoghesi di costruire un forte e di mantenere una guarnigione sull'isola. L'alleanza si sgretolò rapidamente, ma i tentativi dei sultani di cacciare i portoghesi da Diu tra il 1537 e il 1546 fallirono. Bahadur Shah cercò di recuperare Diu ma fu sconfitto e ucciso dai portoghesi. Nel 1538, Coja Sofar, signore di Cambay, insieme all'ottomano Hadım Suleiman Pascià, assediò Diu ma fu sconfitto dalla resistenza portoghese guidata da António da Silveira. Coja Sofar assediò la città una seconda volta nel 1546 ma fu nuovamente respinto dai portoghesi, guidati per terra da D. João Mascarenhas e per mare da D. João de Castro. Coja Sofar e D. Fernando de Castro, figlio del viceré portoghese, perirono nella battaglia. La fortezza fu completata da Dom João de Castro dopo l'assedio del 1545. Dopo questo secondo assedio, Diu fu talmente fortificata da poter resistere ai successivi attacchi degli arabi di Mascate e degli olandesi alla fine del XVII secolo. Divenuto un importante snodo commerciale tra il mare Arabico e l'Oceano Indiano, Diu fece la sua fortuna grazie al commercio dell'oppio. Dal XVIII secolo, la città perse gradualmente la sua importanza strategica a causa dello sviluppo di Bombay.
Diu rimase un possedimento dei portoghesi dal 1535 al 1961, quando cadde nelle mani delle truppe dell'Unione indiana, che invasero tutta l'ex India portoghese durante l'operazione Vijay. L'isola fu occupata dall'esercito indiano il 19 dicembre 1961. La battaglia di Diu comportò travolgenti attacchi terrestri, marittimi e aerei sull'enclave per 48 ore fino alla resa della guarnigione portoghese. Goa, Daman e Diu furono quindi dichiarati territori dell'Unione. Nel 1987 Goa si separò dai restanti territori ex-portoghesi. Il 26 gennaio 2020, i territori dell'unione di Daman e Diu sono stati fusi con Dadra e Nagar Haveli per formare il territorio dell'unione di Dadra e Nagar Haveli e Daman e Diu.

## Monumenti e luoghi d'interesse
- Fortezza di Diu, costruito a partire dal 1535, rimase sede di una guarnigione militare sino al 1960;
- Chiesa di San Paolo, esempio di architettura barocca coloniale portoghese, fu costruita nel 1610;
- Forte di Santo António de Simbor, exclave di Diu posta a 25 km est della città.

## Società

### Evoluzione demografica
Al censimento del 2001 la popolazione di Diu assommava a 21.576 persone, delle quali 9.928 maschi e 11.648 femmine. I bambini di età inferiore o uguale ai sei anni assommavano a 2.858, dei quali 1.442 maschi e 1.416 femmine. Infine, coloro che erano in grado di saper almeno leggere e scrivere erano 16.081, dei quali 8.041 maschi e 8.040 femmine.

Le lingue ufficiali sono inglese, hindi e konkani. La lingua utilizzata in maniera predominante è tuttavia la lingua gujarati, la quale è riconosciuta come lingua ufficiale "addizionale". Una parte degli abitanti utilizza il creolo indo-portoghese e il portoghese, eredità culturale dei quattro secoli di dominazione portoghese.